# Peczenga
Peczenga (ros. Печенга, Pieczenga; hist. Petsamo) – osiedle typu miejskiego w północno-zachodniej części Rosji, w obwodzie murmańskim, nad rzeką Pieczengą, w pobliżu (ok. 5 km) jej ujścia do południowego krańca fiordu o tej samej nazwie (odnogi Morza Barentsa). W 2023 roku zamieszkane przez 2021 osób.

## Historia

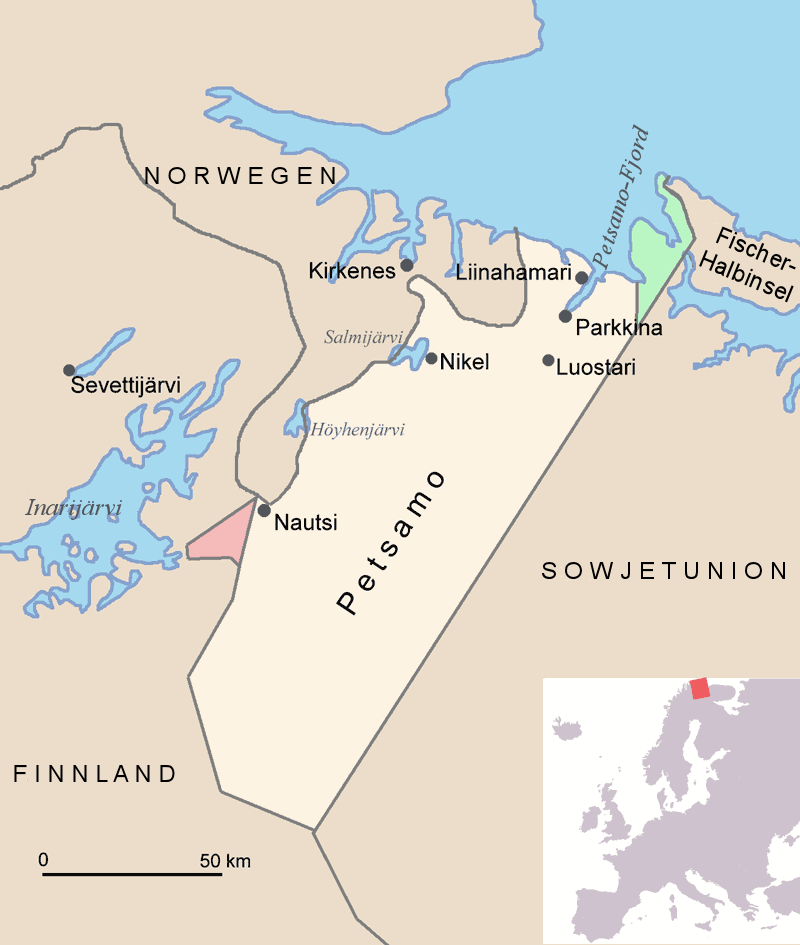
Rejon Petsamo w granicach z lat 1920–1944. Zielonym i czerwonym kolorem oznaczono tereny, których Finlandia zrzekła się na rzecz Związku Radzieckiego: zielony – w 1940 r., czerwony – w 1947 r.

Początki osady sięgają XVI stulecia, region ten od najdawniejszych czasów zamieszkiwany był przez Lapończyków Skolt. Rejon Peczengi został przyłączony do Rosji w roku 1533, w którym też ufundowano tam klasztor.
Na mocy traktatu w Tartu w roku 1920 Rosja Radziecka odstąpiła rejon Peczengi niepodległej Finlandii. W roku 1924 odkryto w tym rejonie duże zasoby niklu i miedzi (zob. Nikiel). Finlandia powierzyła ich eksploatację od roku 1934 przedsiębiorstwom angielskim, kanadyjskim i francuskim. Na początku 1940 roku, podczas wojny zimowej, Armia Czerwona zajęła ten rejon, ale na mocy traktatu moskiewskiego z 12 marca tego samego roku zwróciła go Finlandii z wyjątkiem Półwyspu Rybackiego. Po zajęciu Norwegii przez Niemcy ówczesne Petsamo stało się ważnym węzłem zaopatrzenia Wehrmachtu i bazą Luftwaffe (głównie Jagdgeschwader 5). Stąd Luftwaffe, Wehrmacht i oddziały fińskie wielokrotnie przeprowadzały ataki na Murmańsk i magistralę murmańską. Na mocy rozejmu moskiewskiego z 19 września 1944 Finlandia zrezygnowała z rejonu Peczengi na rzecz Związku Radzieckiego. Ten stan potwierdził pokój paryski (1947), przy czym Związek Radziecki otrzymał od Finlandii dodatkowo obszar Jäsniskoski.
W czasach Związku Radzieckiego w rejonie Peczengi rozbudowano przemysł ciężki – z fatalnymi następstwami dla środowiska. Ziemia i wody gruntowe jeszcze dziś wykazują wysokie skażenie.
Wybudowano także połączenia kolejowe Peczengi z Murmańskiem i Niklem oraz portem w Liinachamari, służące w pierwszej linii eksploatacji złóż miedzi i niklu.
W 2007 r. w Finlandii opublikowano informację, jakoby w 1991 r. władze tego kraju otrzymały propozycję odkupienia za 15 mld dolarów Karelii, jednak powołana przez prezydenta Mauno Koivisto grupa ekspertów ustaliła, że szacowane na 70 mld dol. koszty odbudowy i naprawy tamtejszej infrastruktury byłyby zbyt wysokie dla budżetu państwa. Informacjom tym zaprzeczył zarówno Koivisto, jak i inni ówcześni politycy. W 2019 r. były wiceminister spraw zagranicznych Rosji Andriej Fiodorow potwierdził, że w 1991 roku władze ZSRR chciały sprzedać Finlandii za 15 mld dol. Karelię i rejon Peczengi, a w 1992 r. taką samą propozycję powtórzył doradca prezydenta Rosji Giennadij Burbulis. Sam Burbulis zdecydowanie jednak temu zaprzeczył.

## Rozwój ludności
| Rok  | Liczba mieszkańców |
| ---- | ------------------ |
| 1959 | 3458               |
| 1970 | 2576               |
| 1979 | 2084               |
| 1989 | 2671               |
| 2002 | 2959               |
| 2010 | 3188               |
| 2020 | 3480               |